# AMC International AG

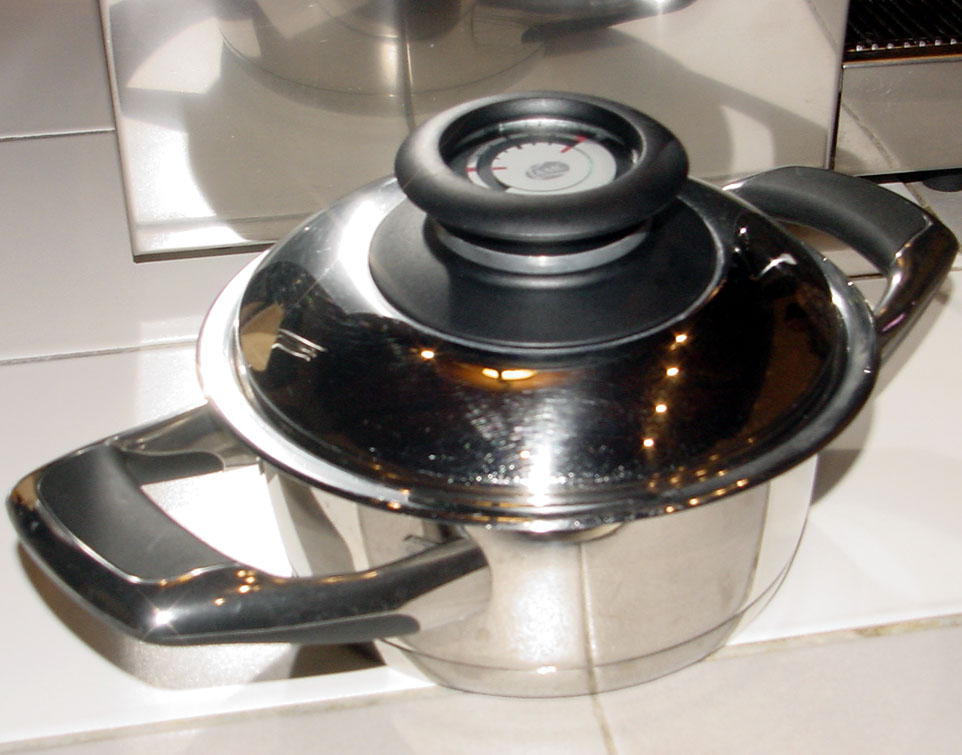

Alfa Metalcraft Corporation или AMC — немецкая компания, производящая металлическую посуду, такую как кастрюли, сковороды, ножи, ложки и вилки.
Эта корпорация была основана в 1963 году и имеет в данное время по собственным данным около 18 000 сотрудников. Представительства в 35 странах.